# Pinguicula christinae
Pinguicula christinae este o specie de plante carnivore din genul Pinguicula, familia Lentibulariaceae, ordinul Lamiales, descrisă de Lorenzo Peruzzi și Amp; Gestri. Conform Catalogue of Life specia Pinguicula christinae nu are subspecii cunoscute.